# Fahrplan von Bali
Der Fahrplan von Bali (auch Bali Roadmap) ist das zentrale Ergebnis der UN-Klimakonferenz auf Bali. Im weiteren Sinne werden damit alle Abschlussdokumente der Konferenz bezeichnet, im engeren Sinne der „Bali Action Plan“ (Decision 1/CP.13), der den Fahrplan festlegt, nach dem eine Nachfolgeregelung für das Ende 2012 auslaufende Kyoto-Protokoll erarbeitet werden soll. Darüber hinaus enthält der Bali Action Plan inhaltliche Anforderungen an spätere Klimavereinbarung.

## Inhalte des Bali Action Plans
Inhaltliche Anforderungen werden für vier Bereiche festgelegt:
Bekämpfung des Klimawandels: Die entwickelten Staaten müssen sich zu mess- und überprüfbaren Emissionsminderungen verpflichten; sich entwickelnde Staaten müssen auf nationaler Ebene angemessene Anstrengungen zur mess- und überprüfbaren Emissionsminderung unternehmen, wobei sie technisch, finanziell und durch Kapazitätsentwicklung unterstützt werden. Es sollen Ansätze und Anreize entwickelt werden, die Rodung und Zerstörung von Wäldern zu verringern und nachhaltige Forstpraktiken und die Erhaltung von Wäldern und Kohlenstoffsenken zu fördern. Es sollen Ansätze entwickelt werden, etwa die Nutzung von Marktkräften, um die Kosten dieser Maßnahmen zu senken und damit ihre Anwendung zu fördern.
Anpassung an den Klimawandel: Internationale Zusammenarbeit zur Entwicklung von Maßnahmen zur Anpassung an den Klimawandel, wobei insbesondere die am wenigsten entwickelten Länder, die am meisten bedrohten Inseln und die von Trockenheit, Desertifikation und Überflutungen gefährdeten Länder Afrikas unterstützen werden sollen. Dazu gehören auch Risikomanagement- und Katastrophenschutzstrategien und wirtschaftliche Diversifizierung, da diese die Widerstandsfähigkeit stärkt.
Entwicklung und Technologietransfer: Beschleunigte Entwicklung und Transfer von Technologien zur Bekämpfung des und Anpassung an den Klimawandel unter anderem durch Beseitigung von Hindernissen, die der Entwicklung umweltfreundlicher Technologie und ihrer Anwendung in sich entwickelnden Staaten entgegenstehen; Zusammenarbeit in Forschung und Entwicklung.
Finanzierung: Verbesserter Zugang zu finanziellen Mitteln zur Bekämpfung des Klimawandels und Anpassung an den Klimawandel unter anderem durch neue und zusätzliche Finanzmittel, Anreize für die Umsetzung von Bekämpfungs- und Anpassungsstrategien und die Mobilisierung öffentlicher und privater Mittel durch die Erleichterung klimafreundlicher Investitionen.
Die Nachfolgevereinbarung für das Kyoto-Protokoll soll auf der UN-Klimakonferenz in Kopenhagen 2009 verabschiedet werden; zur Vorbereitung wurde eine Arbeitsgruppe („Ad Hoc Working Group on Long-term Cooperative Action under the Convention“, kurz AWG-LCA) eingesetzt, die ihre Arbeiten vor der Konferenz in Kopenhagen abschließen sollten.

## Umsetzung des Bali Action Plans
Sitzungen der AWG-LCA fanden vom 31. März bis 4. April 2008 in Bangkok, vom 2. bis 13. Juni 2008 in Bonn, vom 21. bis 27. August in Accra (Ghana), während der 14. UN-Klimakonferenz in Posen (1. bis 12. Dezember 2008), vom 29. März bis 8. April 2009, vom 1. bis 12. Juni und vom 10. bis 14. August 2009 jeweils in Bonn, vom 28. September bis 9. Oktober 2009 in Bangkok, vom 2. bis 6. November in Barcelona und während der 15. UN-Klimakonferenz im Dezember 2009 in Kopenhagen statt. Der Arbeitsgruppe gelang es nicht, bis Ende 2009 einen konsensfähigen Vorschlag für eine Nachfolgevereinbarung zu erarbeiten; eine Nachfolgevereinbarung für das Kyoto-Protokoll wurde in Kopenhagen nicht beschlossen (siehe dort). Die Arbeitsgruppe wurde daher mit dem Ziel fortgesetzt, eine Nachfolgevereinbarung bis zur UN-Klimakonferenz 2010 in Mexiko zu erarbeiten. Die erste Sitzung hierzu fand vom 9. bis 11. April 2010, die zweite vom 31. Mai bis 11. Juni 2010 in Bonn statt. Beide haben kein Ergebnis gebracht.